# Línea Madrid-Almorox
La línea Madrid-Almorox fue una línea férrea española que discurría por las provincias Madrid y Toledo. El trazado era de vía estrecha, con un ancho de 1000 milímetros, y tenía una longitud de 73,423 kilómetros. La cabecera de este ferrocarril se encontraba en la hoy desaparecida estación de Goya.
La línea estuvo operativa plenamente entre 1891 y 1965, fecha en que se clausuró el tramo Navalcarnero-Almorox. En 1970 se cerró al tráfico el resto del trazado, que sería desmantelado. Tras su clausura del ferrocarril muchas de sus instalaciones e infraestructuras fueron desmanteladas. Una parte del antiguo trazado fue reaprovechada para la construcción de la línea Aluche-Móstoles, de ancho ibérico, que sería inaugurada en 1976. Por su parte una pequeña sección en torno a Móstoles ha servido de base para la vía verde del río Guadarrama.

## Historia

### Orígenes y construcción
El proyecto inicial fue impulsado por una sociedad de capital belga, fundada con el nombre de «Ferrocarril de Madrid a Villa del Prado», que obtuvo la concesión del tramo Madrid-Navalcarnero el 8 de enero de 1884. Más adelante, el 7 de septiembre de 1889, obtendría la concesión de la prolongación de la línea férrea hasta Villa del Prado. Los trabajos de construcción se demoraron seis años, con varias fases de ejecución. Las obras comenzaron en 1887, inaugurándose el primer tramo de 31,532 km, el 15 de julio de 1891. El siguiente tramo, con un trazado de 30,230 km de longitud, sería inaugurado el 26 de diciembre de ese mismo año. El 14 de mayo de 1898 obtuvo la concesión para prolongar la línea en 11,661 km hasta la localidad toledana de Almorox. Este tramo sería inaugurado el 28 de julio de 1901, sumando el ferrocarril una longitud total de 73,423 km. Los deseos de los constructores eran mucho más ambiciosos, como llevar la línea hasta Talavera de la Reina para enlazar con la línea de Madrid a Cáceres y Portugal (MCP), aunque debido a diversos avatares el ferrocarril solo pudo llegar a la mencionada localidad toledana.

### Explotación
A lo largo de su existencia el tráfico del ferrocarril Madrid-Almorox no se limitó al transporte de viajeros, teniendo también un importante movimiento de mercancías a través del trasiego de productos agrícolas de la zona hacia la capital. El material extraído de las canteras de Cadalso de los Vidrios también copó el tráfico mercante del trazado. Durante la dictadura de Primo de Rivera se llegó a estudiar la posibilidad de prolongación del trazado hasta Arenas de San Pedro a lo largo del valle del Tiétar —partiendo desde Villamanta— y llevar la cabecera de la línea hasta la madrileña Plaza de España. Sin embargo, ninguno de estos proyectos llegó a materializarse. De hecho, en esos años la explotación ferroviaria empezó a arrojar numerosos déficits. El 3 de enero de 1930 el Estado determinó el rescate de la compañía y a partir del 1 de febrero de 1930 los servicios corrieron a cargo de la Jefatura de Ferrocarriles del Estado, y más tarde a cargo del organismo de Explotación de Ferrocarriles por el Estado (EFE).
Tras el estallido de la guerra civil, la línea quedaría dividida entre republicanos y sublevados. En el transcurso de la contienda la línea sufrió bastantes daños, como la destrucción del edificio de la estación de Alcorcón. Acabada la conflagración, la administración estatal llevó a cabo ciertas mejoras, principalmente en la vía, acometiéndose más tarde la renovación del parque de coches de viajeros que iría seguida, a mediados de la década de 1950, por la del material motor utilizado para labores de tracción
En 1965 la línea se integró en la red de los Ferrocarriles Españoles de Vía Estrecha (FEVE). La inviabilidad económica de la línea se hizo patente con la competencia de la carretera, más rápida y sobre todo, con lugares de salida en Madrid mucho más céntricos. A pesar de ello aun se construiría en la década de 1960 en Carabanchel una nueva estación, Empalme, donde enlazaba con la línea del suburbano de Plaza de España a Carabanchel, explotada por FEVE y que posteriormente se integró en el Metro como línea 10. El 31 de diciembre de 1965 se cerró al tráfico el tramo entre Navalcarnero y Almorox por ser su explotación muy deficitaria, manteniéndose el servicio en el resto de la línea. En 1970 la línea fue definitivamente clausurada, cuando el Consejo de Ministros del 3 de abril aprobó las obras del previsto ferrocarril Madrid-Móstoles de ancho ibérico y vía doble electrificada, lo que significaba el cese del tráfico en el tramo entre Madrid y Navalcarnero. Este hecho se materializó el 1 de julio de 1970.

## Estado actual
Tras la clausura del ferrocarril las vías fueron levantadas, procediéndose también al derribo de muchas de sus estaciones. Algunas infraestructuras, como el puente sobre el río Guadarrama, se han conservado. Una parte del antiguo trazado ferroviario fue reaprovechado para la línea Aluche-Móstoles, de ancho ibérico. El origen se situó en la antigua estación de Empalme, desapareciendo la estación de Goya. Sin embargo, finalmente la línea no discurrió hacia Empalme sino hacia Aluche, siendo inaugurada en 1976. A partir de 1991 los últimos trazos reutilizados fueron englobados en la moderna línea de cercanías C-5 de Renfe Operadora que enlaza Móstoles con Fuenlabrada.
Además, una parte del antiguo trazado en el municipio de Móstoles fue recuperada como vía verde, la denominada vía verde del río Guadarrama.

## Trazado y características
El ferrocarril Madrid-Almorox llegó a contar con un trazado de 73,423 kilómetros de longitud y un ancho de 1000 milímetros, siendo por tanto una línea de vía estrecha. El trazado transcurría por una zona sin grandes accidentes geográficos, por lo que no fue necesario perforar túneles. Por el contrario, sí se levantaron dos puentes metálicos para salvar el cauce de los ríos Guadarrama y Alberche. Llegó a contar con una decena de estaciones y varios apeaderos, siendo las instalaciones de Madrid-Goya las más importantes de toda la línea. Esta estación contaba con un importante edificio de viajeros, depósito de locomotoras, placa giratoria, talleres, cocheras, depósitos de agua, muelles y almacenes de mercancías, una amplia playa de vías, etc. 
Desde 1943 el ferrocarril mantuvo un enlace con la red ancho ibérico a través de la estación militar de Campamento, aunque dicha conexión nunca llegó a tener un carácter comercial. También tuvo conexión con el llamado ferrocarril suburbano a través de la estación de Empalme, inaugurada en la década de 1960.